# Cisticola erythrops
El cistícola carirrojo (Cisticola erythrops) es una especie de ave paseriforme de la familia Cisticolidae propia del África subsahariana. 

## Distribución y hábitat
Se la encuentra en Angola, Benín, Botsuana, Burkina Faso, Burundi, Camerún, República Centroafricana, República del Congo, República Democrática del Congo, Costa de Marfil, Etiopía, Gabón, Gambia, Ghana, Guinea, Kenia, Liberia, Malaui, Mali, Mauritania, Mozambique, Namibia, Nigeria, Ruanda, Senegal, Sierra Leona, Sudáfrica, Sudán, Suazilandia, Tanzania, Togo, Uganda, Zambia y Zimbabue.
Sus hábitats naturales son los pantanos tropicales y subtropicales, los pastizales inundables y otras tierras bajas húmedas.
La raza C. e. lepe, que se encuentra en Angola y posiblemente el sureste de la República Democrática del Congo, a veces es considerada una especie separada Lepe Cisticola.

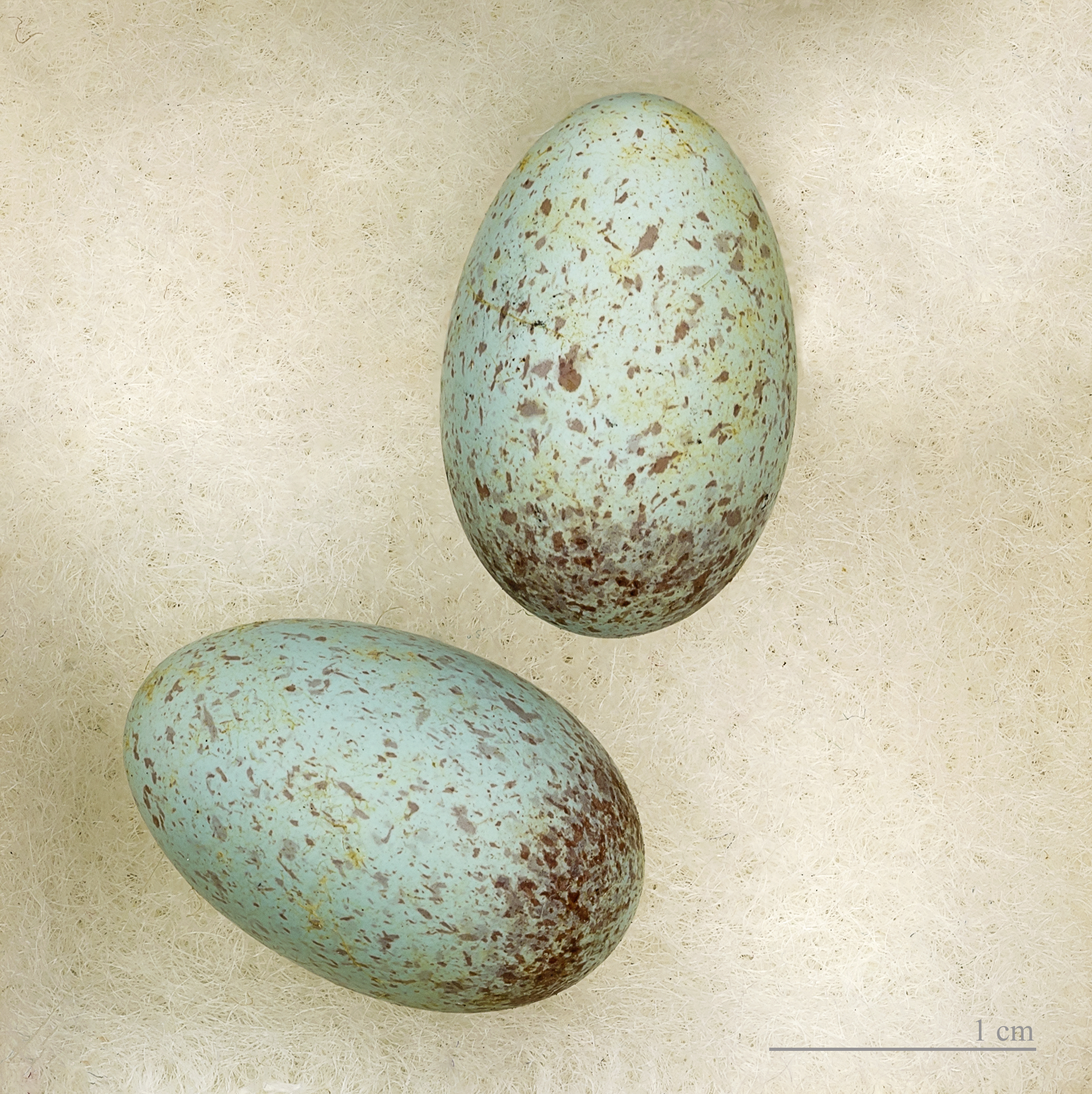
Huevos de Cisticola erythrops - MHNT
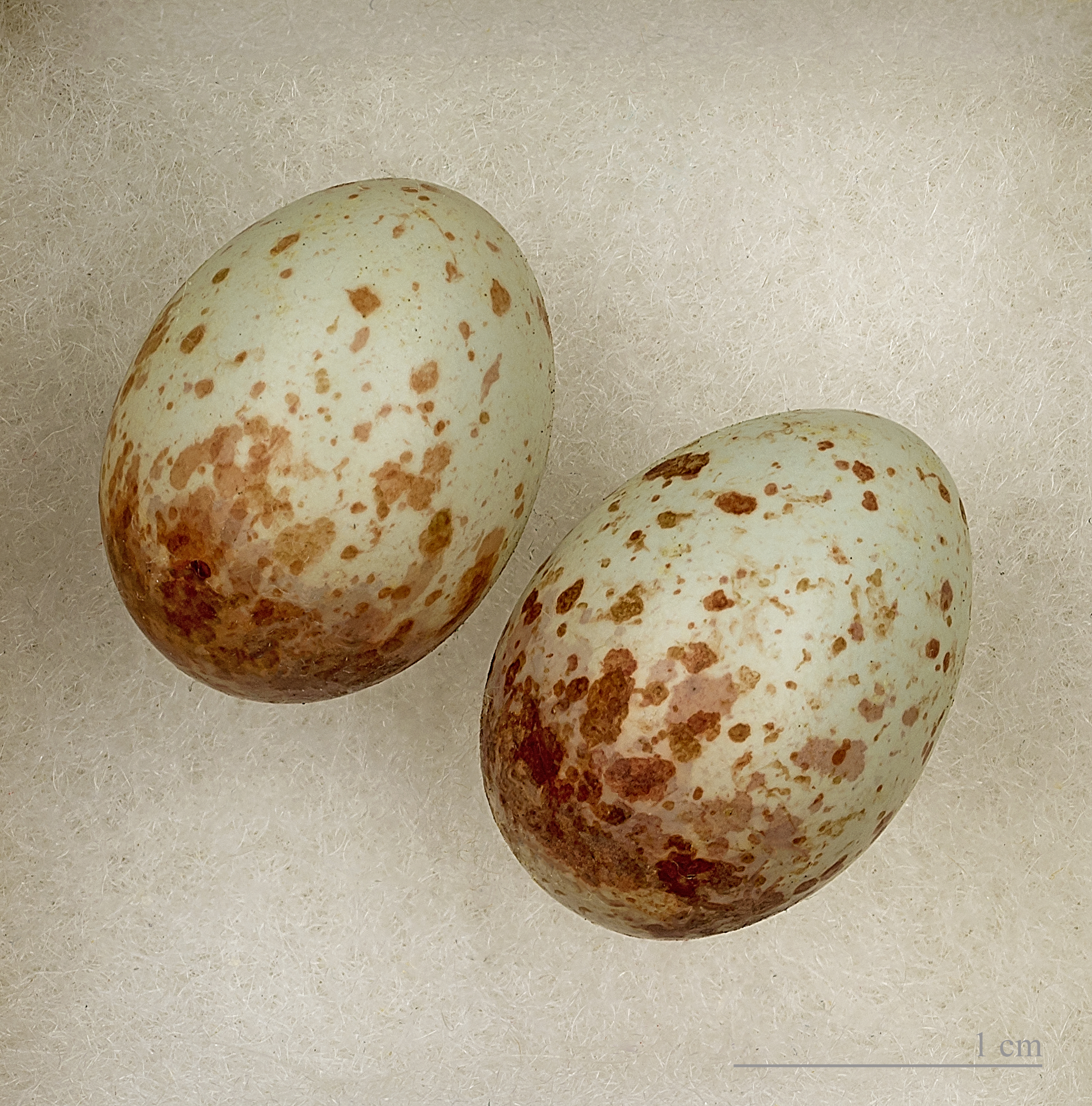
Huevos de Cisticola erythrops sylvia - MHNT